# 보스턴 셀틱스
보스턴 셀틱스(영어: Boston Celtics)는 미국 매사추세츠주 보스턴을 연고지로 하는 NBA 동부 콘퍼런스 애틀랜틱 디비전에 소속된 프로농구팀이다. 아일랜드 문화가 강한 도시인 이유로 '셀틱스'라는 이름을 붙였다. NBA 역사상 최다우승인 18회, 그리고 결승에 유독 강한 승률을 보여주는 최고 명문팀이다. 역대 최고의 수비형 센터 빌 러셀을 중심으로 1958~1959 시즌부터 1965~1966 시즌까지 NBA 최다기록인 리그 8연패를 달성하면서 '보스턴 왕조'라는 별명을 얻었다. 1980년대에는 래리 버드, 로버트 패리시, 케빈 맥헤일 3인방의 활약으로 3번의 우승을 더한다.
2007~2008 시즌에서 소위 빅3로 불리는 케빈 가넷, 폴 피어스, 레이 앨런의 활약을 바탕으로 NBA 최대 라이벌인 로스앤젤레스 레이커스를 꺾고 우승을 달성했다. 하지만 2년 뒤인 2009~2010 시즌에서 다시 레이커스와 맞붙어 7차전까지 가는 접전끝에 준우승을 하며 역대 두 라이벌 명문간 NBA 결승시리즈 전적 12전 9승 3패(게임전적 41승 31패)를 기록한다. 2012년을 끝으로 레이 앨런이 마이애미 히트로 이적하며 빅3의 시대는 막을 내렸다. 2020년대에는 제이슨 테이텀, 마커스 스마트, 제일런 브라운을 중심으로 새로운 빅3를 구성하여 우승에 도전하고 있다.

## 역사

### 초창기 (1946년~1957년)

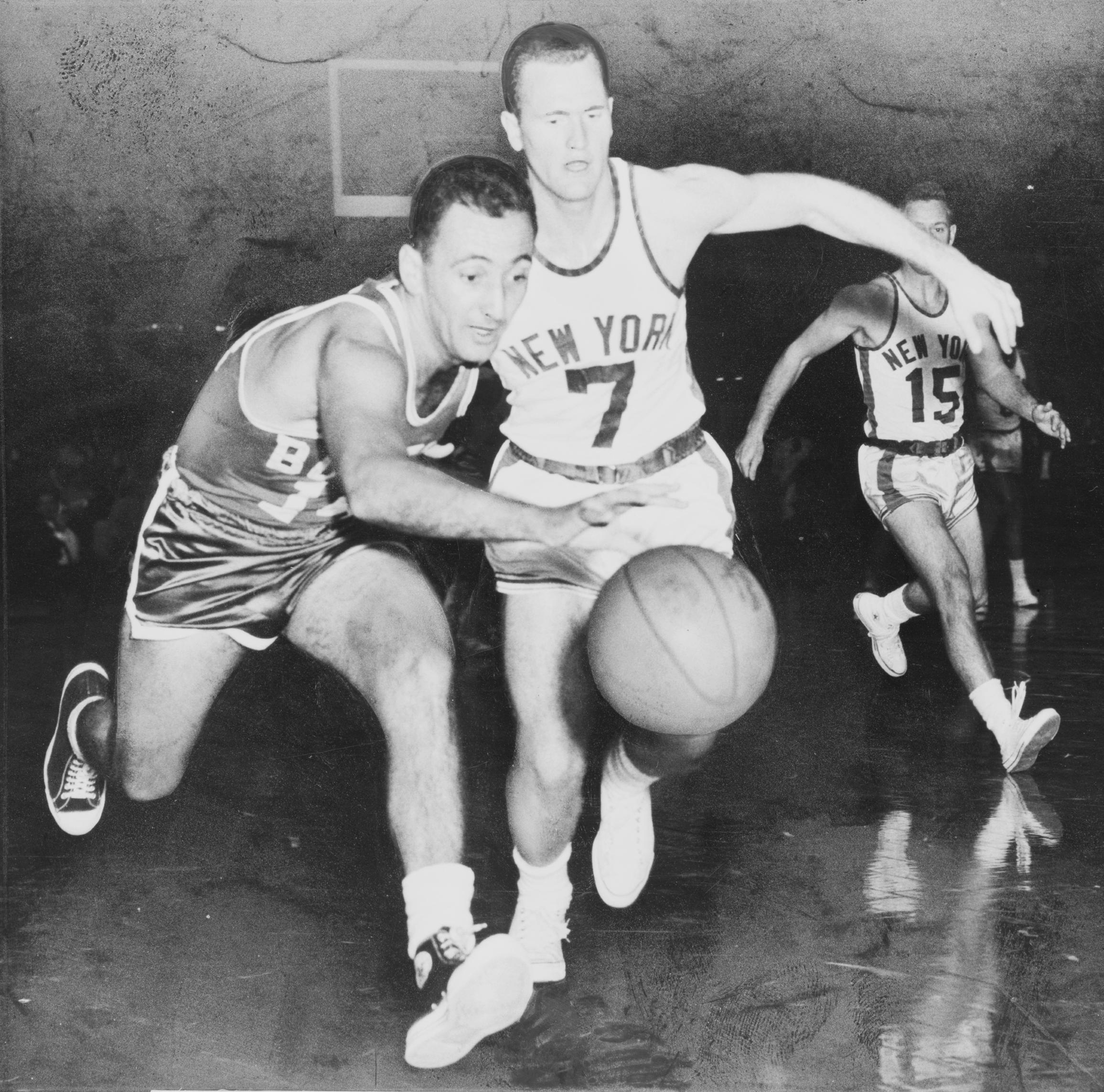
밥 쿠지 (왼쪽)

보스턴 셀틱스는 1946년에 창단되었고, 1949년에 NBA 소속이 되었다. 1950년, 셀틱스는 척 쿠퍼를 영입하며 흑인 선수를 드래프트한 첫 구단이 되었다. 그리고 포인트 가드인 밥 쿠지와 감독 레드 아워벡을 영입하며 보강을 해 나갔다.
수비력과 리바운드가 뛰어났던 빌 러셀을 눈 여겨보던 아워벡은, 1956년 NBA 드래프트에서 세인트루이스 호크스(현 애틀란타 호크스)에 드래프트된 빌 러셀을 트레이드로 셀틱스로 데리고 왔다. 하지만 러셀은 1956년 하계 올림픽 미국 국가대표팀에 차출되어 그 시즌에 셀틱스에 뛰지는 못했다.

### 빌 러셀 왕조 (1957년~1969년)

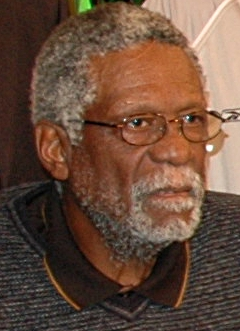
2005년의 빌 러셀

빌 러셀이 합류한 1957년 세인트루이스 호크스를 꺾고 첫 우승을 차지했다. 비록 그 다음 해에 호크스에 패하긴 했지만, 케이시 존스를 영입한 후 1966년 시즌까지 8번 연속 우승을 한다. 로스앤젤레스 레이커스와의 라이벌리는 이 때부터 시작했다고 할 수 있는데, 5번이나 파이널에서 맞붙었기 때문이다.
1966-67 시즌 전 레드 아웨벡은 감독직에서 물러나게 되었는데, 감독직을 맡을 사람을 찾던 중 러셀에게 플레잉 코치를 할 생각이 없냐고 물었고, 러셀은 그의 제안을 승낙했다. 이로써 러셀은 흑인 최초의 감독이 된다. 하지만 셀틱스는 동부 컨퍼런스 파이널에서 윌트 체임벌린의 필라델피아 세븐티식서스에게 무너져 9연패에 실패하고 말았다.

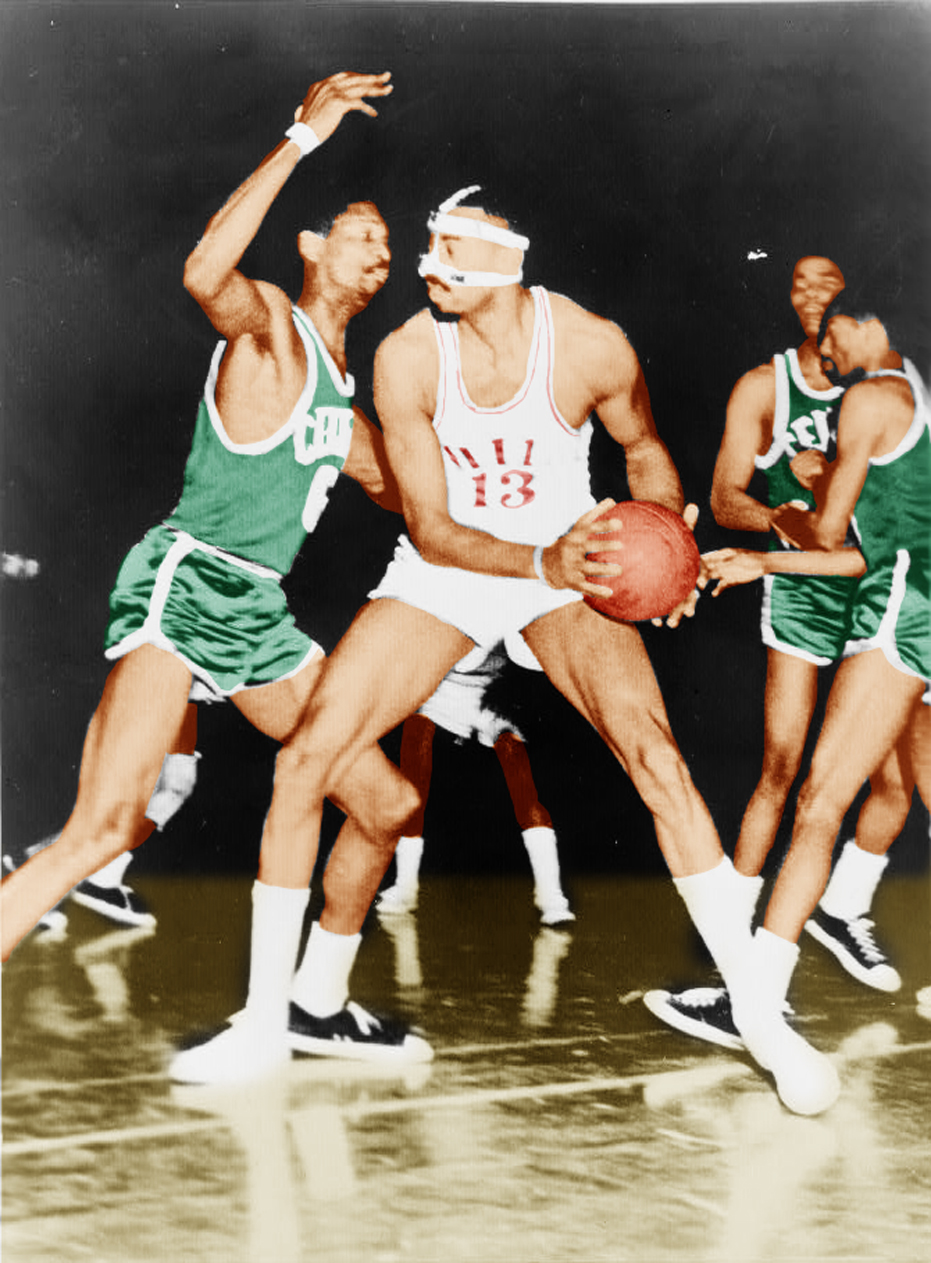
윌트 체임벌린을 수비하는 빌 러셀

1967-68 시즌에서는 파이널에서 레이커스를 종합 전적 4승 2패로 10번째 우승을 했다.
1968-69 시즌에 셀틱스는 절망스러워 보였다. 노장 선수들로 채워진 셀틱스는 정규시즌에 48승 34패로 1955-56 시즌 이후 가장 안 좋은 성적을 거뒀다. 하지만 셀틱스는 세븐티식서스와 뉴욕 닉스를 업셋하고 기어코 파이널에 올라간다. 상대는 제리 웨스트, 엘진 베일러, 그리고 윌트 체임벌린의 전설적인 선수들로 채워진 레이커스였다. 러셀은 체임벌린을 성공적으로 막았지만 웨스트와 베일러의 폭격을 막아내지 못하고 1, 2차전을 모두 내주었다. 3차전에서 러셀은 웨스트와 베일러를 35점으로 묶는 전술을 펼치며 한숨을 돌린다. 4차전에서는 샘 존스의 극적인 버저비터가 나오며 89 대 88로 승리하고 시리즈는 동률이 된다. 하지만 5차전에서 러셀은 체임벌린을 상대로 부진하며 패배하게 되고 셀틱스는 벼랑 끝까지 내몰린다. 하지만 6, 7차전을 연이어 잡아내며 셀틱스는 우승을 차지하고, 빌 러셀과 셀틱스는 11번의 우승이라는 엄청난 업적을 세웠다.

### 코웬스-화이트 듀오와 두 번의 우승 (1970년~1978년)

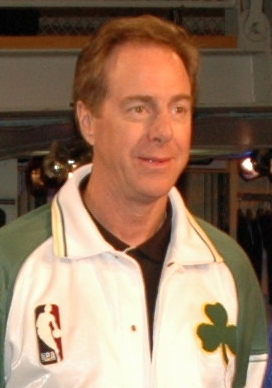
2005년 NBA 레전드 투어에서의 데이브 코웬스

1969년 NBA 파이널 우승 이후 팀의 중심이었던 빌 러셀이 은퇴를 선언하면서 셀틱스는 리빌딩에 돌입한다. 하지만 우려와 달리 데이브 코웬스, 조 조 화이트 등을 얻은 셀틱스는 1969년부터 팀을 감독한 존 헤인선의 지휘 아래에 다시 강팀이 된다. 1973년에는 68승 14패라는 우수한 성적으로 정규시즌을 마쳤지만 뉴욕 닉스에게 동부 컨퍼런스 파이널에서 패하면서 고배를 마신다.
1974년 NBA 파이널에 올라간 셀틱스는 카림 압둘 자바가 이끄는 밀워키 벅스를 7차전까지 가는 끝에 꺾고 열두번째 우승을 차지하게 된다. 7차전에서 코웬스는 28점 14리바운드를 올리는 활약을 하며 승리를 이끌었고 존 하블리첵이 파이널 MVP에 선정됐다.
1976년 다시 한 번 파이널에 오른 셀틱스는 6차전 끝에 피닉스 선스를 누르고 우승을 차지한다. 세 번의 연장까지 간 5차전에서 33점을 기록한 조 조 화이트가 파이널 MVP에 선정됐다.
1977년부터 다시 리빌딩에 돌입한 셀틱스는 험난한 시즌들을 보내고 1978년 시즌이 끝난 후 존 하블리첵이 은퇴하면서 셀틱스의 시대가 저무는 듯해 보였다.

### 래리 버드 시대 (1979년~1992년)
셀틱스의 아워벡은 1978년 NBA 드래프트에서 두 개의 드래프트 지명권을 얻었는데 당시 인디애나 주립 대학교 3학년이였던 래리 버드가 대학에 1년 더 남을 것을 알면서도 전체 6순위로 버드를 지명했다. 그리고 1년 뒤인 1979-80 시즌, 래리 버드는 NBA에 데뷔하게 되고, NBA 신인상을 수상하게 된다.셀틱스는 정규시즌을 61승 21패로 마쳤는데, 전 시즌보다 32승을 더 했다. 시즌 후, 아워벡은 골든스테이트 워리어스로부터 로버트 패리시와 1라운드 지명권을 얻었고, 전체 3순위로 케빈 맥헤일을 지명했다. 빅3가 탄생하는 순간이었다.
1980-81 시즌 62승 20패를 기록한 셀틱스는 NBA 파이널에서 휴스턴 로키츠를 꺾고 우승을 차지했고, 맥스웰이 NBA 파이널 MVP를 수상했다. 하지만 이후 두 시즌동안은 파이널에 진출하지 못했다.
1983-84 시즌 케이시 존스를 감독으로 영입한 셀틱스는 정규시즌에서 62승 20패를 기록하고 버드는 첫 번째 정규시즌 MVP를 수상한다. 셀틱스는 파이널에 진출하게 되고, 매직 존슨이 이끌던 로스앤젤레스 레이커스를 꺾고 구단 15번째 우승을 차지, 버드는 파이널 MVP를 수상하는 영광을 누리게 된다. 이 때부터 다시 레이커스와의 라이벌리를 형성하게 됐다. 아워벡은 이 시즌을 끝으로 단장 자리에서 물러나게 되고, 잰 보크가 단장 자리를 물려받는다.
1984-85 시즌에 버드는 백투백 MVP를 수상하지만 다시 레이커스와 파이널에서 맞붙은 셀틱스는 패배하고 준우승을 한다.
1985-86 시즌은 NBA 역사상 최고의 팀들 중 하나로 평가 받는데, 정규시즌을 67승 15패로 마치고, 홈경기에서는 40승 1패라는 어마어마한 기록을 세우게 된다. 래리 버드는 또다시 정규시즌 MVP를 수상하는데 MVP 3연패는 선배인 빌 러셀을 제외하곤 유일무이한 업적이었다. 그리고 NBA 파이널에서 휴스턴 로키츠를 4승 2패로 꺾고 우승을 차지했다.
1986-87시즌 셀틱스는 레이커스와의 파이널에서 좌절하고 준우승을 머물렀다.
1992년 하계 올림픽을 끝으로 버드는 은퇴하게 되고, 래리 버드의 시대는 막을 내리게 된다.

### 암흑기 (1993년~1998년)
버드의 은퇴 후, 전 셀틱스 가드 크리스 포드가 감독직에 오르고 26살의 스몰 포워드 레지 루이스가 셀틱스의 미래를 이끌 것으로 보였다. 하지만 1993년 플레이오프 1라운드 샬럿 호니츠와의 경기에서 루이스가 의식을 잃어 쓰러지고 셀틱스는 4패로 스윕당한다. 케빈 맥헤일은 1993년을 끝으로 은퇴를 선언했다. 오프시즌에 슛을 연습하던 중 루이스가 다시 한 번 쓰러지고 불운하게도 심장 마비로 사망하고 만다.셀틱스는 루이스의 등번호 35번을 영구 결번으로 지정했다.
1994년에 셀틱스는 도미닉 윌킨스를 영입한다. 1993-94 시즌 이후, 로버트 패리시마저 샬럿 호니츠로 이적하며 빅3의 시대는 완전히 끝이 난다. 1994-95 시즌을 끝으로 경기장을 보스턴 가든에서 플리트 센터로 옮겼다. 1995년에 포드는 해고되고 M. L. 카가 감독직을 잡고 1996년 NBA 드래프트에서 안토인 워커를 지명하지만 상황은 점점 악화되어 1996-97 시즌에 15승 67패를 기록하고 만다. 결국 카는 감독직에서 물러나고, 릭 피티노가 팀의 새로운 단장이 되는데 당시 단장이었던 아워벡은 지역 방송 사람들에게 처음 이 소식을 접하게 되어 논란을 일으킨다.
1997년 NBA 드래프트에서 3순위와 6순위 지명권을 얻은 셀틱스는 천시 빌럽스와 론 멀서를 뽑지만 팀에게 많은 도움이 되기에는 역부족이었다. 결국 시즌 중에 빌럽스는 토론토 랩터스로 이적하고 멀서는 2년 후 덴버 너기츠로 이적한다.

### 폴 피어스 시대 (1998년~2007년)

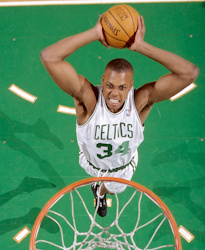
덩크하는 보스턴의 새로운 심장, 폴 피어스

1998년 NBA 드래프트에서 더 높은 지명을 받을 줄 알았던 캔자스 대학교 출신의 대학리그 스타 폴 피어스를 셀틱스는 운좋게 전체 10순위로 지명하게 된다. 피어스는 당시 마이크 비비가 자기보다 높은 순위로 지명된 것을 이해해도 자기를 이렇게까지 몰라봐줬냐면서 자신을 안 뽑은 9개 팀을 후회하게 만들어 주겠다고 발언했다. 신인 시절부터 몇년간 안토인 워커와 함께 ‘다이내믹 듀오’로 불리며 셀틱스를 이끌었다.
2002-03 시즌 플레이오프 2라운드에서 제이슨 키드가 이끄는 뉴저지 네츠와 맞붙은 셀틱스는 스윕당하면서 탈락했는데, 1980년대 셀틱스 가드였던 대니 에인지가 단장이 되었다. 그리고 에인지는 안토인 워커를 댈러스 매버릭스로 보내면서 다이내믹 듀오는 끝이 났다.
2003-04 시즌에도 인디애나 페이서스와 플레이오프 1라운드에서 맞붙어 스윕당했다.

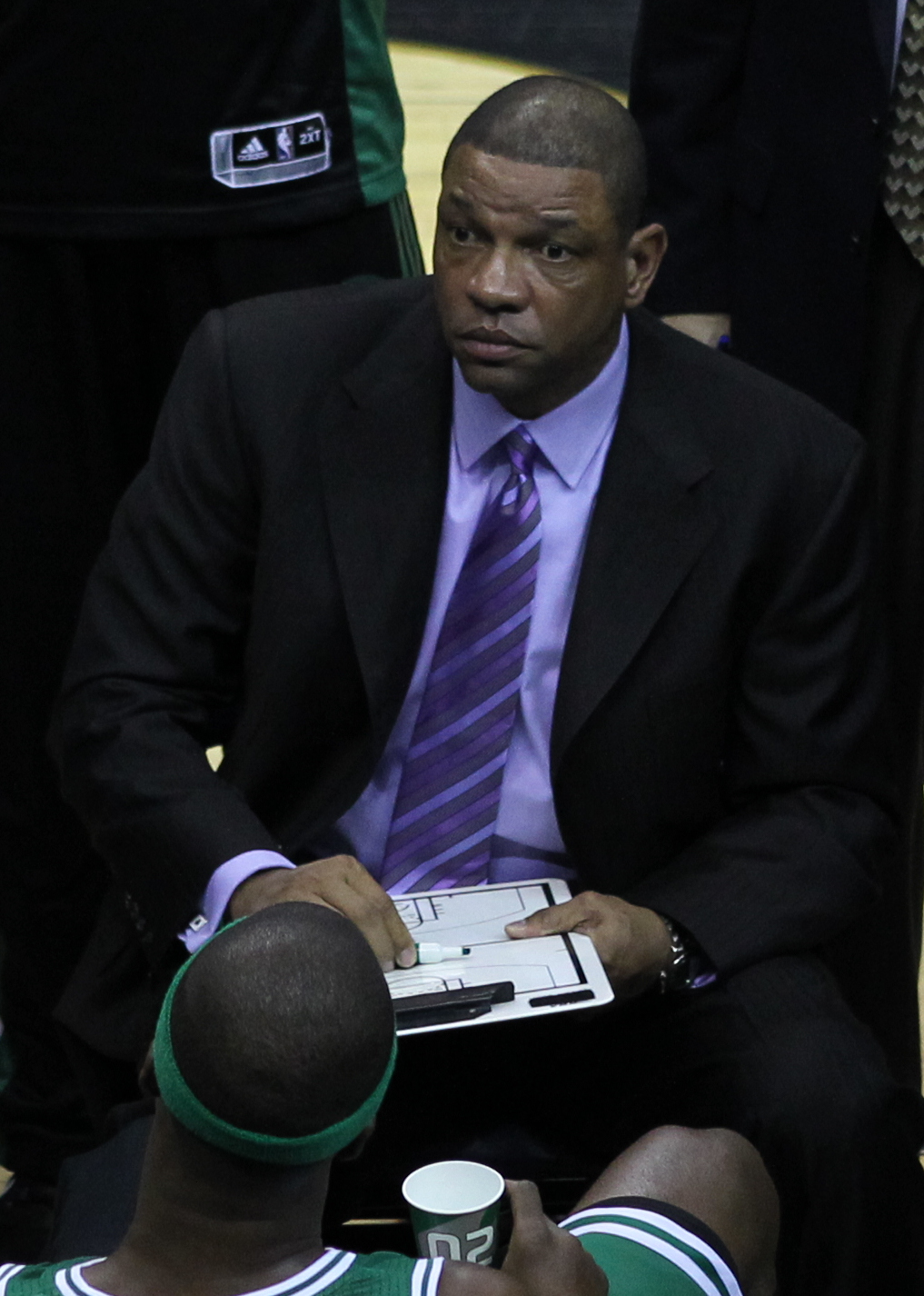
닥 리버스 감독

2004-05 시즌 닥 리버스를 감독으로 영입했고, 알 제퍼슨, 딜론테 웨스트, 토니 알렌을 영입하며 선수 보강을 했다. 안토인 워커가 시즌 중 돌아오며 정규시즌을 45승 37패로 마친 셀틱스는 13년 만에 애틀랜틱 디비전 타이틀을 얻는다. 하지만 플레이오프 1라운드에서 페이서스에게 7차전을 27점차로 패배하며 탈락했다. 시즌 후 워커는 다시 트레이드 되었다.
2005-06 시즌 피어스는 평균 26.8득점으로 자신의 커리어 하이 득점을 기록하며 분전했지만 혼자서는 역부족이었다. 셀틱스는 33승 49패로 플레이오프 문턱에서 좌절하고 말았다.
2006-07 시즌 에인지는 피닉스 선스의 1라운드 지명권과 트레이드하면서 포인트 가드 라존 론도를 손에 얻는다. 시즌을 레드 아워벡의 죽음과 함께 맞이한 셀틱스는 피어스의 왼발 부상, 토니 알렌의 십자인대 부상 등의 악재로 24승 58패로 최악의 성적을 거뒀고, 여기서 나온 18연패는 셀틱스 구단의 불명예 기록이 되었다. 2007년 드래프트에서 상위 지명권을 받아 텍사스 대학교 포워드 케빈 듀랜트나 오하이오 주립 대학교 센터 그렉 오든을 지명하길 바랬지만, 지명 순위가 5순위까지 떨어지며 성공적인 리빌딩이 불가능해 보이는 듯 했다.

### 빅3 시대 (2007년~2012년)

#### 빅3의 결성
2007년, 에인지는 파격적인 트레이드를 하게 되는데, 제프 그린 외 2명의 선수를 시애틀 슈퍼소닉스로 보내고 슈터 레이 앨런과 2라운드 지명권을 얻는데, 글렌 데이비스를 지명한다. 그리고 사람들을 충격으로 몰아넣은 블록버스터급 트레이드를 실행하는데, 무려 7명의 선수를 미네소타 팀버울브스로 보내고 슈퍼스타 케빈 가넷을 얻어온다. 곧바로 언론으로부터 "빅3"라는 칭호를 얻으며 피어스, 앨런, 가넷은 시즌 전부터 스포트라이트를 받았다.

#### 보스턴 셀틱스의 17번째 우승 (2007년~2008년)

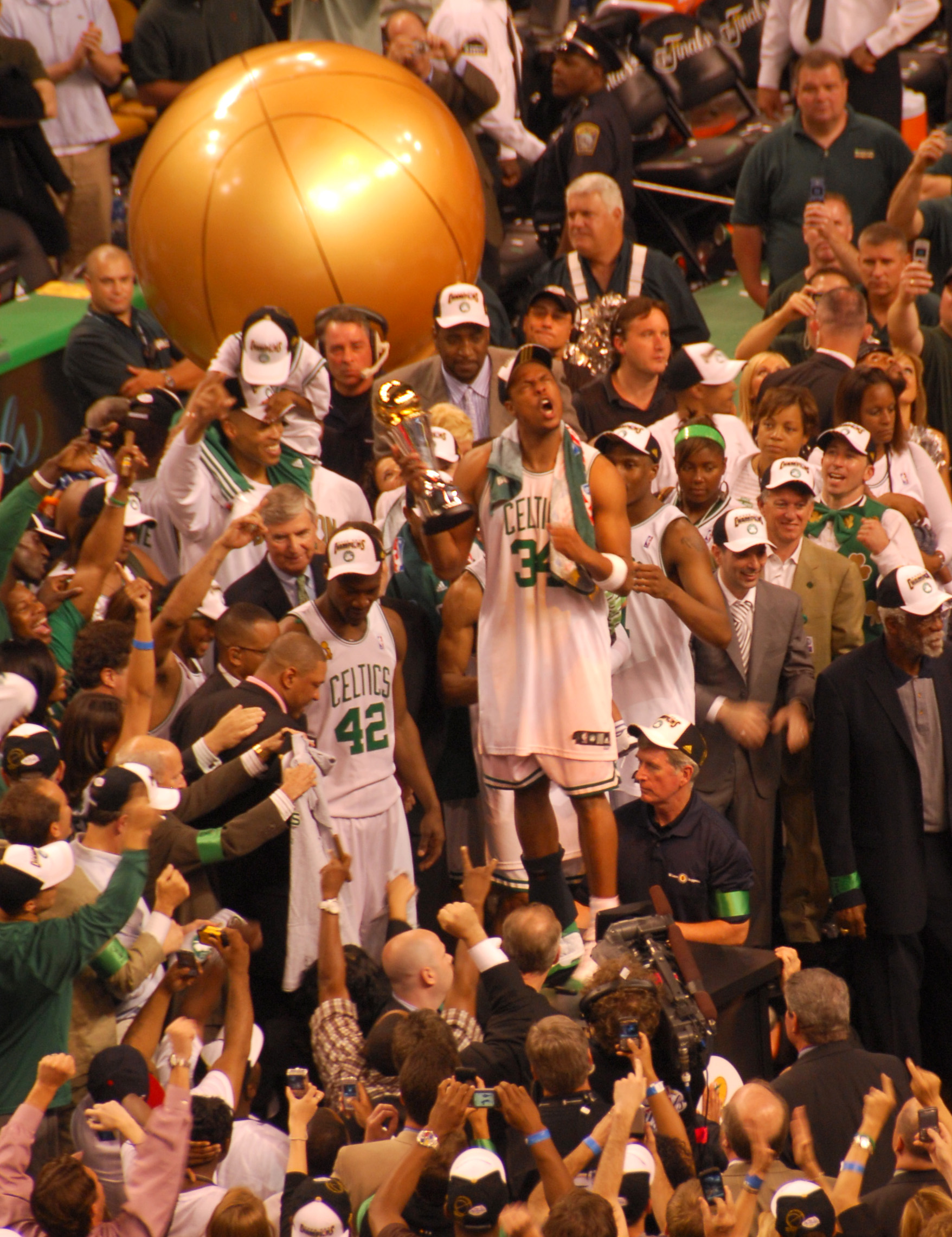
2008년 우승 직후의 모습

기대에 걸맞게 셀틱스는 2007-08 시즌 초반 무서운 기세로 승리를 따내었고 66승 16패로 정규시즌을 마쳤는데, 전 시즌에 비해 42승을 더 추가한 NBA 역사상 유래없는 기록이었다. 하지만 거침이 없던 정규시즌과는 달리, 플레이오프에서는 매 라운드마다 혈투를 치루어야했다. 플레이오프 1라운드부터 애틀란타 호크스와 7차전까지 가는 졸전 끝에 겨우 이겼고, 이것은 르브론 제임스가 이끌던 클리블랜드 캐벌리어스와의 2라운드에서도 이어졌다. 하지만 디트로이트 피스턴스와의 동부 컨퍼런스 파이널에서는 원정 경기에서 2승이나 따내며 6경기까지 가는 끝에 파이널에 진출했다.
무려 21년 만에 NBA 파이널에 오른 셀틱스는 정규시즌 MVP 코비 브라이언트가 버티던 오랜 라이벌 레이커스와 맞닥뜨렸다. 1차전에서는 폴 피어스의 놀라운 컴백에 이은 그의 3점슛으로 승리했고, 4차전에서는 24점차로 뒤지는 것을 역전해내었다. 그리고 마지막 6차전에서는 무려 39점차 승리로 챔피언십을 결정 짓는 경기에서 최다 점수차 기록을 세웠다. 피어스는 파이널 MVP를 거머쥐었고, 빅3는 자신들의 첫 번째 우승의 기쁨을 만끽했다. 가넷이 우승 직후 인터뷰에서 "Anything is possible!"이라고 외쳐 감동을 주기도 했다.

#### 우승 이후 (2008년~2012년)
2008-09 시즌 초 27승 2패로 시작하고 19연승으로 구단 최다연승 기록을 세울때만 해도, 셀틱스의 독주를 막을 수 있을 것 같지는 않았다. 하지만 불행하게도, 팀의 중추였던 가넷이 부상으로 전력을 이탈하면서 정규시즌 마지막 25경기와 플레이오프에 나서지 못했다. 62승으로 좋은 기록으로 정규시즌을 마쳤지만, 드와이트 하워드의 올랜도 매직에게 7차전까지 가는 접전 끝에 패하며 가넷의 공백을 뼈저리게 느꼈다.
2009-10 시즌에는 가넷의 복귀와 동시에 라쉬드 월러스와 마퀴즈 다니엘스를 영입하면서 셀틱스는 다시 한번 챔피언 대권에 도전했다. 23승 5패로 시즌을 상쾌하게 시작했지만, 닥 리버스는 주전들의 체력 안배에 나서면서 정규시즌을 50승 32패, 동부 4위로 무난하게 마쳤다. 플레이오프 1라운드에서 마이애미 히트를 5경기만에 격파하고, 2라운드에서도 르브론 제임스의 캐벌리어스를 다시 한번 좌절시켰다, 컨퍼런스 파이널에서는 올랜도 매직과의 리턴매치에서 매직을 격파하며 NBA 파이널에 올랐다. 레이커스와 12번째 파이널 대결이 성사되는 순간이었다. 3승 2패로 앞설 때만 해도, 보스턴이 우승하는 듯 하였다. 하지만 6차전에서 주전 센터 켄드릭 퍼킨스가 심한 무릎 부상을 당하면서 아웃되어 경기를 내줬고, 7차전에서도 퍼킨스 없이 경기했는데, 13점차 리드를 지키지 못하고 역전당하여 눈 앞에서 우승을 놓치고 말았다. 대신 론도는 이 시리즈를 통해 슈퍼스타로 거듭났다는 평이 많았다.
2010-11 시즌에도 퍼킨스는 부상에서 돌아오지 못해 시즌 중 오클라호마시티 선더에 보내졌고, 셀틱스는 골밑보강을 위해 전성기가 지난 두 올스타 센터, 샤킬 오닐과 저메인 오닐을 야심차게 영입했다. 정규시즌 동안 피어스는 셀틱스에서 20000득점을 넘긴 세번째 선수가 되었으며, 알렌도 레지 밀러의 통산 3점슛 기록을 깼다. 정규시즌을 56승 26패로 마친 셀틱스는 플레이오프 1라운드에서 뉴욕 닉스를 스윕하면서 상쾌하게 출발했다. 하지만 2라운드에서 르브론 제임스와 크리스 보쉬가 합류한 드웨인 웨이드의 마이애미 히트에 5경기 만에 패배하면서 탈락하고 말았다. 3차전 3쿼터에서 웨이드를 수비하다 론도의 왼쪽 팔꿈치가 빠졌는데, 곧 4쿼터에 왼팔에 보호대를 차고 나와서 스틸을 하고 속공 레이업을 올린 장면은 유명하다. 샤킬 오닐은 2010-11 시즌 후 은퇴했다.
2011-12 시즌 올스타 브레이크 전에 15승 17패를 기록하며 셀틱스의 행보는 불안해 보였다. 플레이오프에 오르지도 못할 것이라는 예상이 많았지만 이후 24승 10패를 기록하며 동부 5위로 플레이오프에 올랐다. 하지만 주전 슈팅 가드 에이버리 브래들리의 부상으로 인한 이탈과 레이 앨런의 발목 부상으로 인한 컨디션 난조로 셀틱스의 플레이오프는 불투명해보였다. 피어스와 가넷의 맹활약으로 호크스를 6경기까지 가는 접전 끝에 이긴 셀틱스는 2라운드에서 필라델피아 세븐티식서스를 만났다. 쉽게 올라갈 것이라는 예상과 달리 7차전까지 경기를 치뤘고 마지막 경기에서 85 대 75로 승리하며 동부 컨퍼런스 파이널에 진출했다. 다시금 우승 후보 마이애미 히트와 만나 열세 속에서도 한 때 3승 2패로 앞서게 된다. 하지만 6차전에서 르브론 제임스의 맹활약과 7차전 보쉬의 3점슛 폭격으로 잇따라 무너지며 파이널 문턱에서 다시 좌절하고 만다.

### 라존 론도 시대 (2012년~2014년)

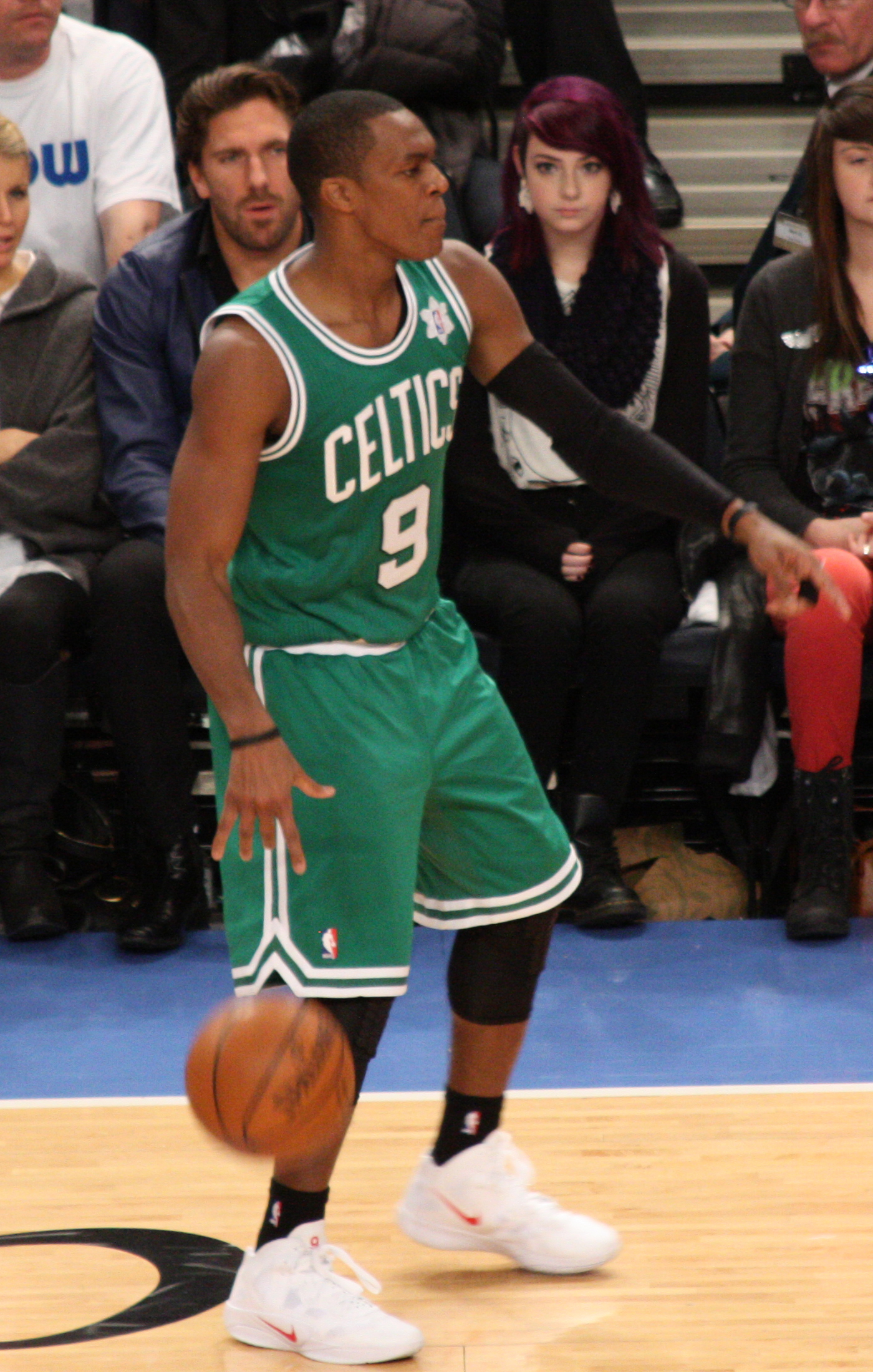
라존 론도

#### 앨런의 이탈과 로스터 보강 (2012년 오프시즌)
2011-12 시즌을 끝으로 레이 앨런은 제한적 자유계약 선수 자격을 얻었으며, 보스턴과의 계약을 거절하고 라이벌 팀인 마이애미 히트로 이적했다. 셀틱스 단장 대니 에인지는 댈러스 매버릭스의 식스맨 제이슨 테리, 휴스턴 로키츠의 코트니 리를 영입하고 제프 그린은 재활에 성공하면서 팀을 보강해 나갔다. 2012년 NBA 드래프트에서 등 부상으로 외면받던 대학리그 스타 제러드 설린저를 전체 21순위로 지명하고, 팹 멜로를 전체 22순위, 크리스 조지프를 전체 51순위로 지명했다. 그리고 센터 다르코 밀리치치와 가드 레안드루 바르보사를 데리고 오며 새로운 시즌을 준비해나갔다.

#### 불안한 출발 (2012년~2013년)
기대와 다르게 셀틱스의 시즌은 실망스럽게 흘러갔다. 브래들리의 복귀 전까지 셀틱스는 손발이 맞지 않는 모습을 보였고, 장점인 수비에서 무너지는 모습을 보였다. 하지만 브래들리의 복귀와 제프 그린의 준수한 활약으로 셀틱스는 상승 곡선을 그리며 한때 동부 4위까지 올랐다. 하지만 론도가 ACL 부상으로 시즌을 이탈함으로써 플레이오프에서의 선전에 먹구름이 끼었고 결국 7위로 시즌을 마감했다. 플레이오프에서는 1라운드에서 뉴욕 닉스에 6경기만에 패하며 끝이 났다.

#### 닥 리버스 이탈에 이은 피어스, 가넷 트레이드 (2013년 오프시즌)
2013년 오프 시즌에 감독인 닥 리버스가 로스앤젤레스 클리퍼스로 옮기게 되면서 리버스 지휘하의 셀틱스는 9년으로 끝이 났다. 또한 가넷, 피어스, 그리고 제이슨 테리가 브루클린 네츠로 트레이드되며 보스턴 셀틱스의 빅3 시대는 완전히 저물었다.

#### 라존 론도의 트레이드 (2014년)
2014-15 시즌 도중 라존 론도는 댈러스 매버릭스로 트레이드되었다. 이로써 빅3+1 중 유일하게 남아있던 라존 론도마저 떠나면서 빅3의 흔적은 완전히 지워지게 되었다.

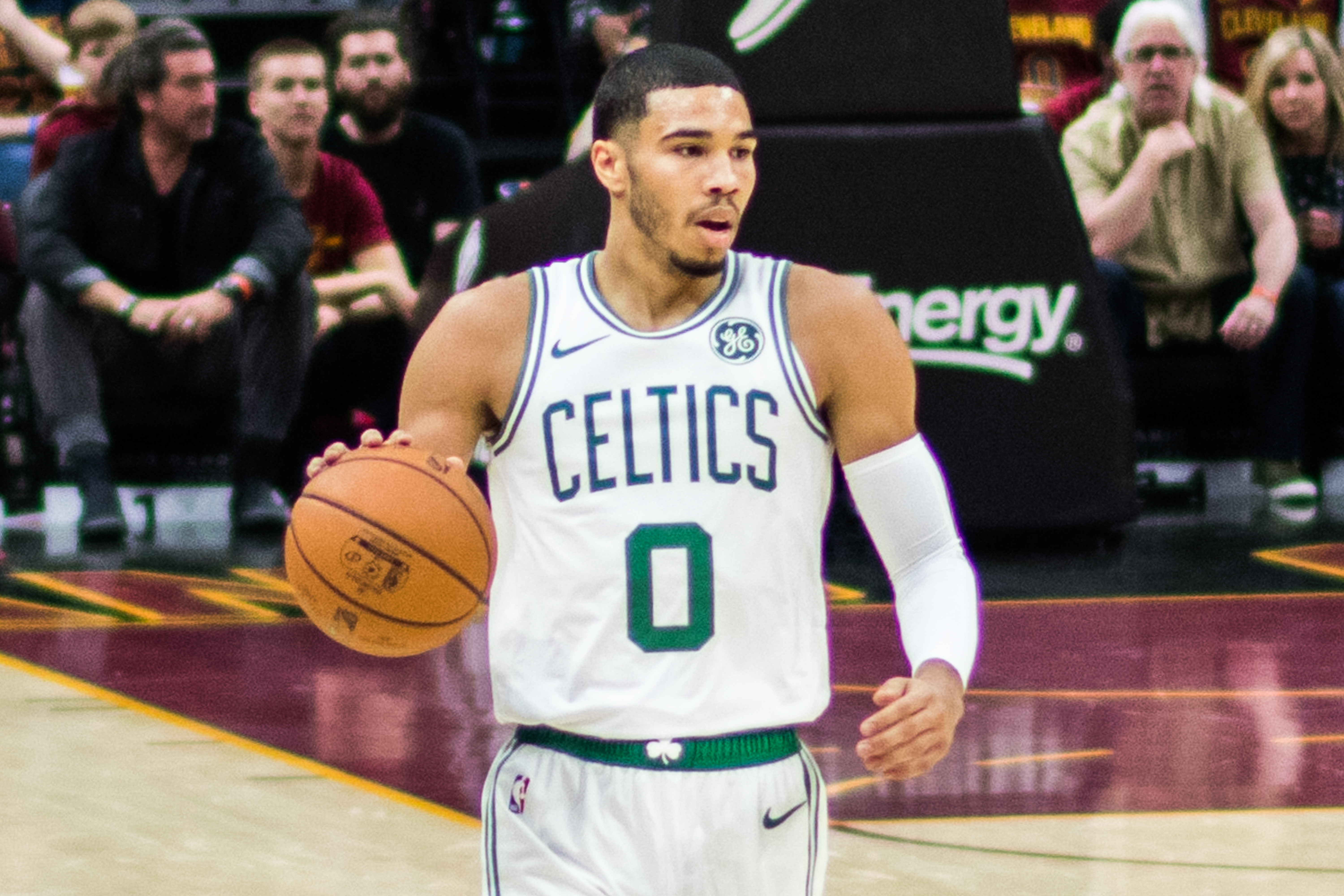
제이슨 테이텀

### 제이슨 테이텀 시대 (2017년~)
2017년, 보스턴 셀틱스는 2017년 NBA 신인 드래프트에서 전체 순위 3순위로 듀크 대학교의 포워드 제이슨 테이텀을 지명했다. 2021년에는 이메 우도카 감독의 부임으로 강력한 수비 농구를 지향하게 되었으며, 2022 NBA 파이널에 진출하였다.

## 역대 홈경기장

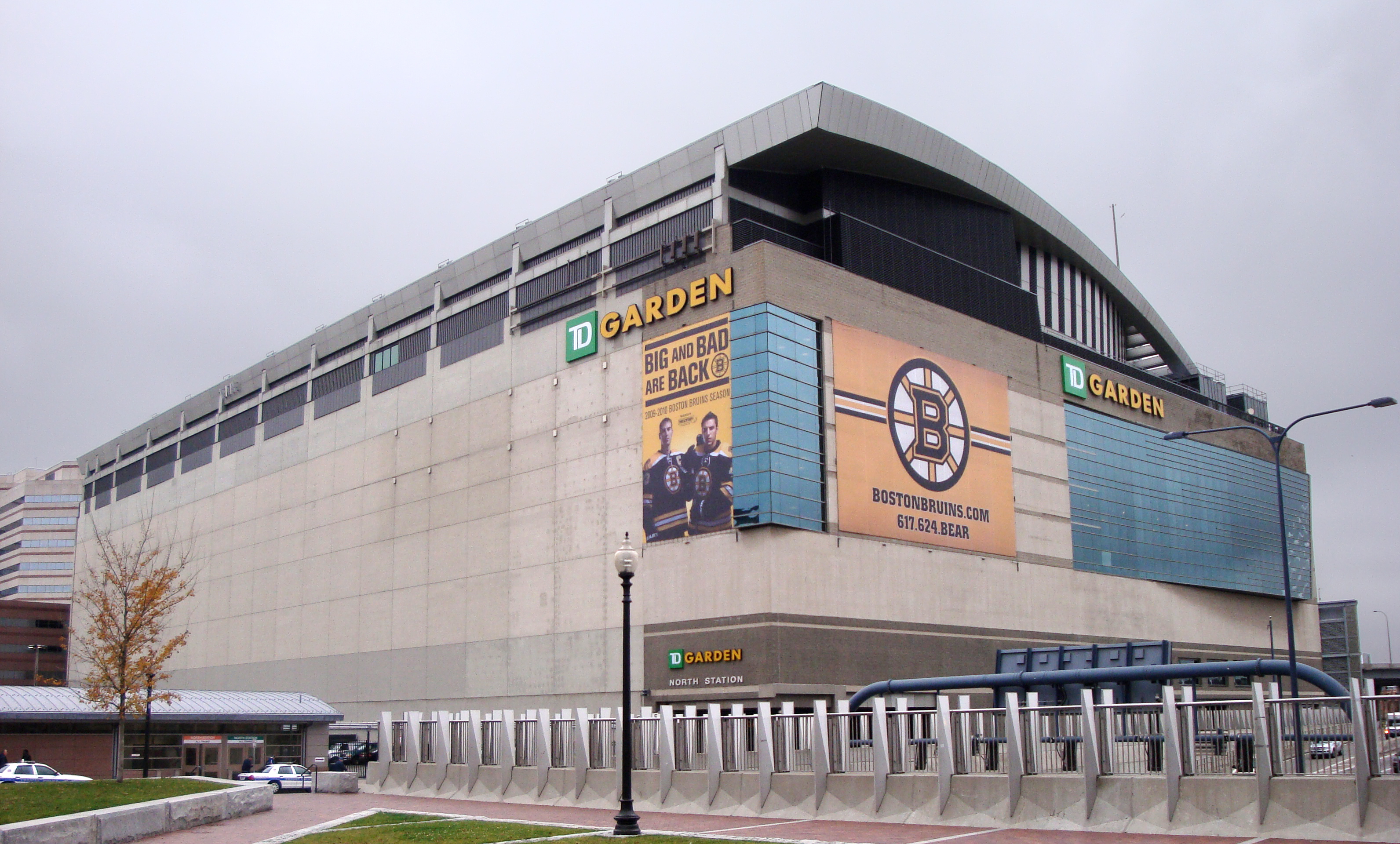
보스턴 셀틱스의 홈경기장인 TD 가든

| 경기장             | 사용기간      | 수용인원 | 장소                | 비고                                                                           |
| ------------------ | ------------- | -------- | ------------------- | ------------------------------------------------------------------------------ |
| 보스턴 셀틱스      |               |          |                     |                                                                                |
| 보스턴 가든        | 1946년~1995년 | 14,890명 | 매사추세츠주 보스턴 | 개장했을 때 경기장명은 보스턴 매디슨 스퀘어 가든이었다.                        |
| 보스턴 아레나      | 1946년~1947년 | 6,000명  | 매사추세츠주 보스턴 | 제2홈경기장 현재 경기장명은 매슈스 아레나이다.                                 |
| 하트퍼드 시빅 센터 | 1975년~1995년 | 16,294명 | 코네티컷주 하트퍼드 | 제2홈경기장 현재 경기장명은 피플뱅크 아레나이다.                               |
| TD 가든            | 1995년~현재   | 19,156명 | 매사추세츠주 보스턴 | 쇼멋 센터 (1995년) 플리트센터 (1995년~2005년) TD 뱅크노스 가든 (2005년~2009년) |

## 영구 결번
| 번호          | 이름          | 포지션 | 활동 기간     | 비고                                                       |
| ------------- | ------------- | ------ | ------------- | ---------------------------------------------------------- |
| 보스턴 셀틱스 |               |        |               |                                                            |
| 00            | 로버트 패리시 | 센터   | 1980년~1994년 | 빈칸                                                       |
| 1             | 월터 브라운   | 빈칸   | 1946년~1964년 | 1946년~1964년 구단주 1946년~1951년 단장                    |
| 2             | 레드 아워백   | 빈칸   | 1950년~2006년 | 1950년~1966년 감독 1966년~1984년 단장 1984년~2006년 경영자 |
| 3             | 데니스 존슨   | 가드   | 1983년~1990년 | 빈칸                                                       |
| 5             | 케빈 가넷     | 포워드 | 2007년~2013년 | 빈칸                                                       |
| 6             | 빌 러셀       | 센터   | 1956년~1969년 | 1966년~1969년 감독 겸 선수 NBA 최초로 전 구단 영구결번됨.  |
| 10            | 조 조 화이트  | 가드   | 1969년~1979년 | 빈칸                                                       |
| 14            | 밥 쿠지       | 가드   | 1950년~1963년 | 1963년 NBA 최초 영구결번임.                                |
| 15            | 톰 하인슨     | 포워드 | 1956년~1978년 | 1969년~1978년 감독                                         |
| 16            | 톰 샌더스     | 포워드 | 1960년~1973년 | 1978년 감독                                                |
| 17            | 존 하블리첵   | 포워드 | 1962년~1978년 | 빈칸                                                       |
| 18            | 데이브 코웬스 | 센터   | 1970년~1980년 | 1978년~1979년 감독 겸 선수                                 |
| 19            | 돈 넬슨       | 포워드 | 1965년~1976년 | 빈칸                                                       |
| 21            | 빌 셔먼       | 가드   | 1951년~1961년 | 빈칸                                                       |
| 22            | 에드 맥컬레이 | 센터   | 1950년~1956년 | 빈칸                                                       |
| 23            | 프랭크 램지   | 포워드 | 1954년~1964년 | 빈칸                                                       |
| 24            | 샘 존스       | 가드   | 1957년~1969년 | 빈칸                                                       |
| 25            | K.C. 존스     | 가드   | 1958년~1967년 | 1983년~1988년 감독                                         |
| 31            | 세드릭 맥스웰 | 포워드 | 1977년~1985년 | 1977~1978시즌에는 등번호가 30번있었다.                     |
| 32            | 케빈 맥헤일   | 포워드 | 1980년~1993년 | 빈칸                                                       |
| 33            | 래리 버드     | 포워드 | 1979년~1992년 | 빈칸                                                       |
| 34            | 폴 피어스     | 포워드 | 1998년~2013년 | 빈칸                                                       |
| 35            | 레지 루이스   | 가드   | 1987년~1993년 | 빈칸                                                       |
| LOSCY         | 짐 로스컷옵   | 포워드 | 1955년~1964년 | 원래 등번호는 18번이지만 후배들을 위해서 양보함.           |
| MIC           | 조니 모스트   | 빈칸   | 1953년~1990년 | 장내 아나운서                                              |

## 라이벌
- 로스앤젤레스  레이커스
- 애틀랜타  호크스
- 브루클린 네츠
- 디트로이트 피스턴스
- 뉴욕 닉스
- 필라델피아 세븐티식서스
- 워싱턴 위저즈

## 같이 보기
- 보스턴 가든
- TD 가든